# Diagram fazowy (fizyka)

Portret fazowy oscylatora van der Pola o równaniu dla różnych wartości.

Diagram fazowy, portret fazowy – zbiór punktów w przestrzeni fazowej reprezentujący możliwe ruchy dla zadanego hamiltonianu lub lagranżjanu. W pierwszym wypadku przestrzeń fazowa zawiera {\displaystyle N} wymiarów przestrzennych i {\displaystyle N} wymiarów pędowych, gdzie {\displaystyle N} jest stopniem swobody układu opisywanego hamiltonianem. W przypadku mechaniki Lagrange'a wymiary pędowe są zastąpione przez wymiary prędkościowe.
Wobec tego każdy punkt na diagramie fazowym odpowiada pewnemu położeniu w przestrzeni składowych układu (współrzędne przestrzenne punktu) i odpowiadającym im pędom (prędkościom).

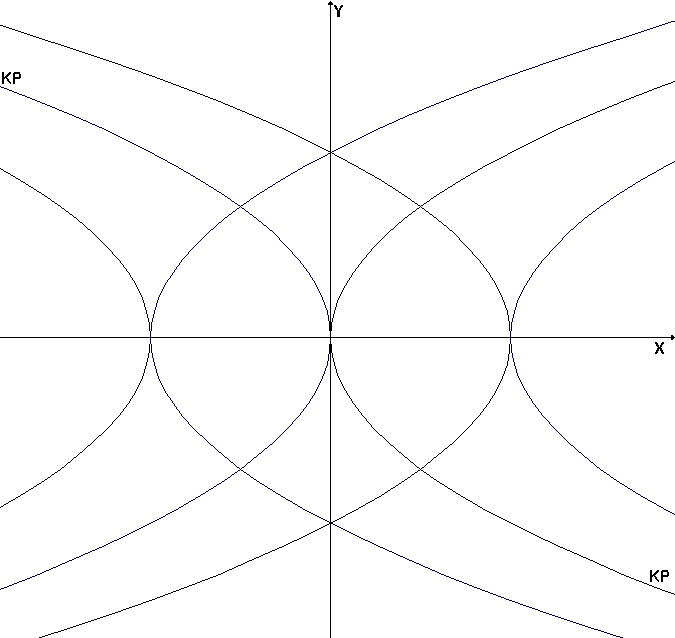
Przykładowy portret fazowy dla układu:

Dla układu, w którym położenia i pędy (prędkości) mogą przyjmować wartości ciągłe, diagram fazowy składa się zwykle z krzywych (zwanych krzywymi fazowymi). Niekiedy krzywe tworzą krzywą przełączeń, czyli krzywą względem której rozpatrywane jest badane zagadnienie. Diagram fazowy może jednak zawierać również odseparowane punkty.

Portret fazowy oscylatora tłumionego o rosnącej sile tłumienia, o równaniu ruchu(kliknij, by zobaczyć symulację)

Z diagramu fazowego można łatwo odczytać charakter ruchu układu:
- ruch nieograniczony – krzywa fazowa „ucieka” do nieskończoności;
- ruch ograniczony – krzywa fazowa jest ograniczona w pewnym skończonym obszarze, istnieją dwa jego podtypy:
  - ruch okresowy – krzywe fazowe są krzywymi zamkniętymi (np. drgania harmoniczne);
  - ruch nieokresowy – krzywe fazowe są krzywymi otwartymi (np. drgania tłumione, drgania wymuszone).

Podprzestrzeń przestrzeni fazowej zawierająca tylko współrzędne przestrzenne jest nazywana przestrzenią konfiguracyjną, krzywe w tej przestrzeni to trajektorie.